# White Shoes
White Shoes — студийный альбом американской певицы Эммилу Харрис, выпущенный в 1983 году на рекорд-лейбле Warner Bros. Records. На фоне её прошлых работ, эта пластинка сильно кренилась в сторону классического рок-звучания. Материал стал ещё разнообразнее, охватывая песни Джонни Эйса, Донны Саммер и Ти Боуна Бернетта. Пластинка заняла строчку № 22 в Top Country Albums и № 116 в Billboard 200. Синглы «Pledging My Love» и «In My Dreams» попали в Топ-10 Hot Country Songs. Альбом подвёл черту под сотрудничеством певицы с её продюсером Брайаном Ахерном.

## Альбом
Влияние классического рока здесь проступало сильнее, чем на любой из прошлых работ певицы. По этой причине критики дружно провозгласили White Shoes её рок-альбомом. Материал в этот раз оказался необычайно разнородным даже по меркам Харрис. В трек-листе были такие песни как «Pledging My Love» Джонни Эйса, «On the Radio» Донны Саммер и даже «Diamonds Are a Girl’s Best Friend». Картину дополнял трек «Old-Fashioned Waltz» Сэнди Дэнни, который сама Харрис считала кульминацией альбома, а также композиции «In My Dreams» Пола Кеннерли и «Drivin Wheel» Ти Боуна Бернетта. Последний участвовал в записи пластинки и аранжировке материала. Бывшие и текущие члены группы Харрис The Hot Band, в том числе Глен Хардин, Тони Браун и Родни Кроуэлл, также присоединились к сессиям.

## Релиз
Пластинка заняла строчку № 22 в чарте Top Country Albums. Это был третий подряд релиз певицы, не получивший привычного золотого статуса. Синглы «Pledging My Love» и «In My Dreams» оба поднялись до позиции № 9 в Hot Country Songs. Последний принёс Харрис премию «Грэмми» в номинации «Лучшее женское вокальное кантри-исполнение». Песня «Drivin' Wheel» достигла строчки № 26. White Shoes стал последним альбомом, записанным Харрис под началом её продюсера и вскоре уже бывшего мужа Брайана Ахерна. Сразу по окончании сессий в его знаменитой мобильной студии Enactron Truck и ещё до того как альбом попал на прилавки магазинов, Харрис переехала из Лос-Анджелеса в Нэшвилл. Там она начала работу над частично автобиографическим концептуальным проектом The Ballad of Sally Rose.

## Трек-лист
| №   | Название                              | Автор(ы)                       | Длительность |
| --- | ------------------------------------- | ------------------------------ | ------------ |
| 1.  | «Drivin' Wheel»                       | Ти-Боун Бёрнетт, Билли Свон    | 3:10         |
| 2.  | «Pledging My Love»                    | Дон Роби, Fats Washington      | 3:00         |
| 3.  | «In My Dreams»                        | Пол Кеннерли                   | 3:15         |
| 4.  | «White Shoes»                         | Джек Темпчин                   | 3:30         |
| 5.  | «On the Radio»                        | Джорджио Мородер, Донна Саммер | 5:11         |
| 6.  | «It's Only Rock 'n' Roll»             | Родни Кроуэлл                  | 2:55         |
| 7.  | «Diamonds Are a Girl's Best Friend»   | Лео Робин, Джули Стан          | 3:39         |
| 8.  | «Good News»                           | Ширли Эйнхард                  | 3:52         |
| 9.  | «Baby, Better Start Turnin' 'Em Down» | Родни Кроуэлл                  | 3:04         |
| 10. | «Like an Old Fashioned Waltz»         | Сэнди Денни                    | 3:11         |

## Чарты
| Чарт (1984)                       | Высшая позиция |
| --------------------------------- | -------------- |
| США, Billboard Top Country Albums | 22             |
| США, Billboard 200                | 116            |

## Музыканты
- Эммилу Харрис — вокал, акустическая гитара, бэк-вокал
- Брайан Ахерн — акустическая гитара, электрогитара, бас, шестиструнный бас, перкуссия, бубен
- Barbara Bennett — бэк-вокал
- Mike Bowden — бас
- Бонни Брамлетт — бэк-вокал
- Тони Браун — фортепиано, электропианино
- Ти Боун Бернетт — акустическая гитара, электрогитара, перкуссия, бэк-вокал
- Родни Кроуэлл — акустическая гитара
- Хэнк Девито — стил-гитара
- Ширли Эйнхард — бэк-вокал
- Steve Fishell — стил-гитара, мелобар
- Wayne Goodwin — баритон-саксофон
- Глен Хардин — электропианино, оркестровки
- Дон Хэффингтон — ударные
- Джим Хорн — блокфлейта
- Don Johnson — фортепиано, электропианино, бэк-вокал
- Кит Нудсен — ударные
- Джон Макфри — акустическая гитара, электрогитара
- Билл Пэйн — фортепиано, электропианино, клавишные, синтезатор
- Микки Рафаэль — гармоника
- Фрэнк Рекард — электрогитара
- Бэрри Ташиян — акустическая гитара, бэк-вокал
- Джон Уэйр — ударные

## Техперсонал
- Брайан Ахерн — продюсер, звукоинженер
- Donivan Cowart — звукоинженер
- Alan Vachon — звукоинженер
- Stuart Taylor — звукоинженер